# 红外加热器

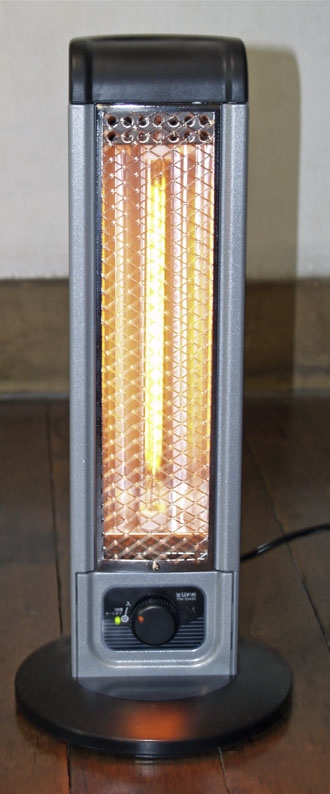
紅外線電暖器

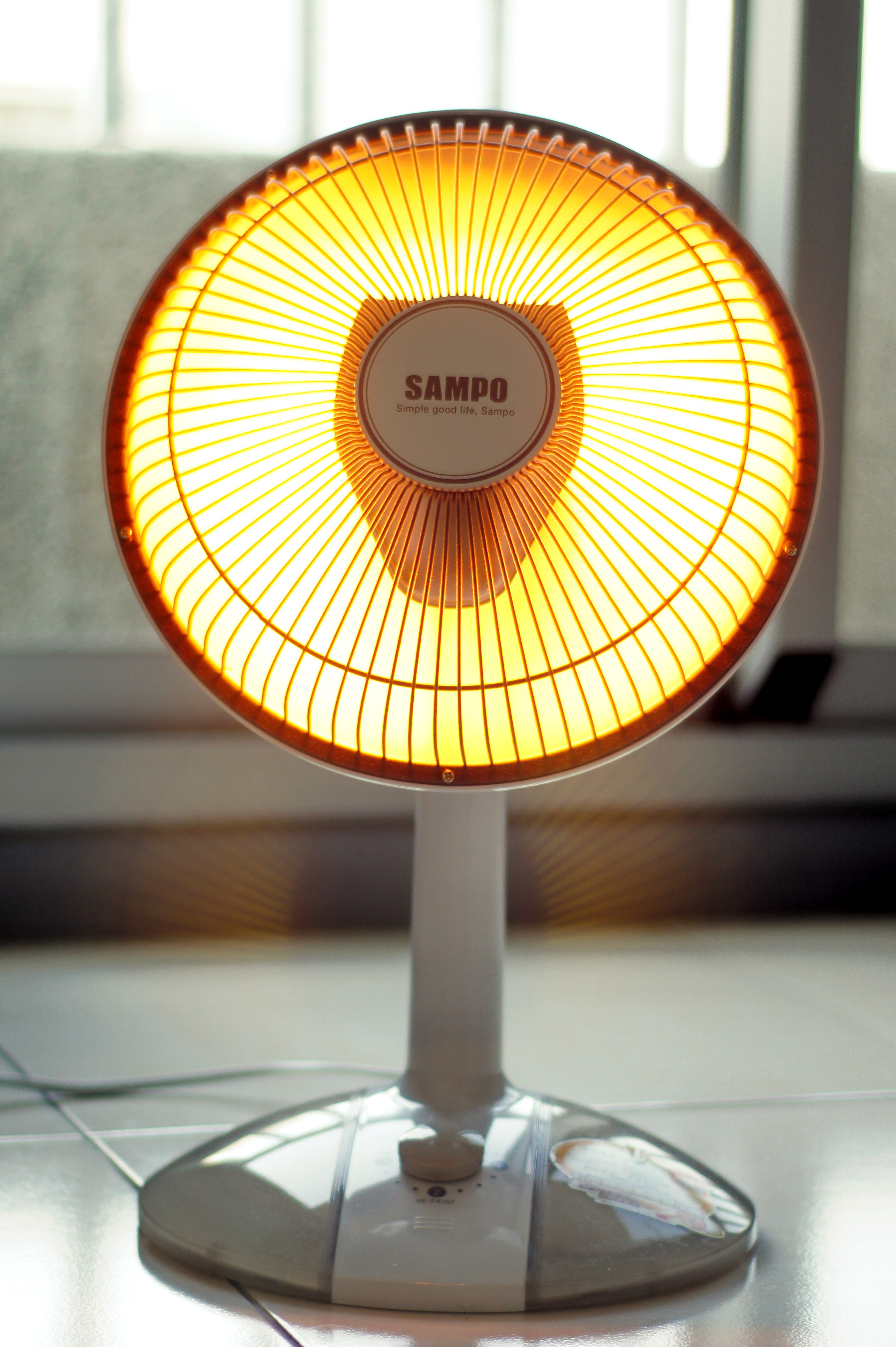
鹵素式電暖器

## 技术型红外线辐射器
和自然界的红外线辐射源（如太阳、火）不同，这里要讨论的是通过技术手段产生红外线的红外线辐射源。以下的讨论范围不包括用于如红外线发射器、天文或者军事定位系统等的技术型辐射源。

## 作为热导体的红外线辐射器
本文涉及的红外线辐射器是指可以利用自身构造将输入的能量（电流、天然气）尽可能多地转换为热能，然后通过辐射面将热量散发的组件或者设备。
尽管红外线辐射器的构造不同，但它们的目的都是将红外线辐射器发射的、不需要另外传输媒介的波形热辐射在尽量减少损失的条件下输送给加热对象。
要注意的是，红外线辐射器的技术设计决定了其辐射波的波长范围（光谱范围）。例如红外线范围为2-10微米，这表示的是它的最大辐射功率。这意味着，每一个红外线辐射器也会在其最大辐射功率外的波长范围内释放辐射。

## 对被辐射物体的影响
被加热物体不同原子的结构决定了其最容易吸收的红外线辐射的光谱范围。由于材料原因，一部分无法被吸收的红外线会穿透材料或者被反射回来。
这一过程称为被加热物体对红外线辐射的吸收过程。进行被加热物体吸收过程的同时（成比例地）伴随着红外线辐射的反射和传输。100%的吸收从技术上来说是不可能实现的。完全吸收的情况只存在于“黑体”的理论模型中。

## 陶瓷红外线辐射器
陶瓷红外线辐射器由完全嵌入适当陶瓷材料的电阻热导体构成。由于完全嵌入陶瓷中，热导体产生的能量可以传给其周围的材料，这样既能防止热导体过热，同时也延长了它的使用寿命。用于嵌入热导体的材料必须是绝缘的，并且在设定的红外线辐射范围内有良好的吸收性和放射性。为满足这个要求，陶瓷材料红外线辐射器可做成不同的几何形状。
陶瓷红外线辐射器的主体为陶瓷，利用表面的一部分作为辐射面并集成了加热盘管。对于陶瓷红外线辐射器，也可以将一热电偶固定在热导体的相邻位置。
上述陶瓷红外线辐射器是由Elstein-Werk发明，圆锥型陶瓷红外线辐射器的基本模型于1949年3月24日获得专利权。与此同时成功地研制了陶瓷红外线板状辐射器，实现了大面积的红外线加热面。1950年3月8日，Elstein-Werk获得了陶瓷红外线板状辐射器的专利权。陶瓷红外线辐射器被广泛称作“埃尔发射器”，如今这一称呼已被用作陶瓷红外线辐射器的通用名称。